# Distretto di Ouacif
Il distretto di Ouacif è un distretto della provincia di Tizi Ouzou, in Algeria.

## Comuni
Il distretto di Ouacif comprende 3 comuni:
- Ouacif
- Illilten
- Imsouhel